# Mirandela
Mirandela (miɾɐ̃'dɛlɐ) è un comune portoghese di 25 819 abitanti situato nel distretto di Braganza.

## Geografia
La città di Mirandela si trova nella valle del fiume Tua, su un altopiano caratterizzato da terreni molto fertili, dove si coltivano gli ulivi. Intorno alla città, vi sono molte colline, che conferiscono un microclima caratterizzato da estati calde ed afose. Il terreno della zona è prevalentemente scistoso.
La città si trova ad un'altitudine di 210-280 metri.

## Storia
I primi insediamenti di Mirandela risalgono al periodo preistorico. Durante l'epoca romana, la città era nota come Caladunum e aveva lo status di civitas: numerosi reperti romani sono stati rinvenuti nelle località di Castelo Velho, São Martinho, Mourel e Prado Pequeno, tra cui monete di rame dell'impero di Tiberio. All'epoca la civitas si trovava nella regione di São Martinho, ma ci sono riferimenti contrastanti in merito alla localizzazione del principale insediamento, in quanto nel cosrso dei secoli è stato spostato.
Ernesto de Sales fa riferimento a tre documenti che localizzano il villaggio cristiano vicino a São Martinho (sebbene un altro documento nel 1258 contestato l'esistenza del villaggio di Mirandela nella zona di questa regione):
- una lettera scritta nel 1198 da re Sancho I a Garcia Mendes in una località vicino a Vilar de Macada;
- una lettera scritta da re Alfonso III il 25 maggio 1250 a Mirandela
- una ricevuta di un notaio di Mirandela del 27 marzo 1275.

Da documenti di re Dionigi del Portogallo, nel momento in cui stavano realizzando le difese della città di Guarda (2 settembre 1282), il trasferimento della città di Mirandela alla sommità del monte São Miguel (dove vi era una piccola cappella) si era probabilmente già verificato: questa posizione era facilmente difendibile e dominava la vista delle terre fertili e dell'accesso fluviale.
Re Alfonso III concesse un foral (concessione) il 25 maggio 1250: il magistrato di Mirandela all'epoca governava una regione che comprendeva Torre de D. Chama, Frechas, Sesulfe, Nozelos, Vilas Boas, Vale de Asnes e Cortiços. Tale concessione fu poi ampliata e modificata da re Denis, che emanò un foral aggiornato il 7 marzo 1291, prevedendo che ogni abitante del villaggio in grado di farlo contribuisse con un cavallo, manodopera e una tassa annuale da pagare nel giorno di São Miguel, nel mese di settembre. Re Denis ordinò inoltre la costruzione di mura di protezione in tutto l'insediamento principale, da mantenere per supportare le esigenze militari. All'inizio del XVI secolo non vi erano più resti di un castello o di pareti. Il castello fu poi descritto come avente tre porte (Sant'Antonio, Santiago e Portela) e piccola porta (San José), oltre ad una porta vicino a Quebra-Costas; possedeva altresì merli e, vicino al blocco delle prigioni, vi era la residenza reale.
Mirandela fu donata alla famiglia Távora intorno al 1301, quando re Denis firmò sul suo titolo per Branca Lourenço, rimanendo in questo ramo ereditario fino a Francisco de Assis de Távora (1721-1759).
La città di Mirandela è stata elevata al rango di città, il 28 giugno 1984.

## Monumenti e luoghi d'interesse
Tra i monumenti architettonici della città vi sono diversi edifici storici, due ponti medievali e alcune chiese.
In particolare si può osservare il palazzo del Tavoras, edificio manierista del XVII secolo che oggi ospita il consiglio comunale (Câmara Municipal), e il castello del XIII secolo, di cui l'ultima delle tre porte è il resto più evidente.
Il museo civico municipale "Armindo Teixeira Lopes" è dedicato ai più famosi artisti della città ed è considerato un importante museo d'arte del Portogallo: sono esposti 460 dipinti e sculture di 286 artisti nazionali e stranieri, tra cui Almada Negreiros, Artur Bual, Abel Manta, Domingos Sequeira, João Hogan e Maria Helena Vieira da Silva.
Oltre alla biblioteca comunale e all'auditorium municipale (che include cinema e sala concerti), vi è un museo etnografico museo nella frazione di Suçães e un museo di cimeli a Romeu.
Nella zona ci sono vari sentieri che conducono ai villaggi circostanti, dove possono essere visitati mulini e frantoi.
L'ufficio turistico si trova nei pressi della stazione ferroviaria.

## Società

### Evoluzione demografica
| Popolazione di Mirandela (1801 – 2004) | Popolazione di Mirandela (1801 – 2004) | Popolazione di Mirandela (1801 – 2004) | Popolazione di Mirandela (1801 – 2004) | Popolazione di Mirandela (1801 – 2004) | Popolazione di Mirandela (1801 – 2004) | Popolazione di Mirandela (1801 – 2004) | Popolazione di Mirandela (1801 – 2004) | Popolazione di Mirandela (1801 – 2004) |
| -------------------------------------- | -------------------------------------- | -------------------------------------- | -------------------------------------- | -------------------------------------- | -------------------------------------- | -------------------------------------- | -------------------------------------- | -------------------------------------- |
| 1801                                   | 1849                                   | 1900                                   | 1930                                   | 1960                                   | 1981                                   | 1991                                   | 2001                                   | 2004                                   |
| 5579                                   | 5180                                   | 20789                                  | 23007                                  | 29912                                  | 28879                                  | 25209                                  | 25819                                  | 25780                                  |

## Freguesias
| - Abambres - Abreiro - Aguieiras - Alvites - Avantos - Avidagos - Barcel - Bouça - Cabanelas - Caravelas - Carvalhais - Cedães - Cobro - Fradizela - Franco - Frechas - Freixeda - Lamas de Orelhão - Marmelos | - Mascarenhas - Mirandela - Múrias - Navalho - Passos - Pereira - Romeu - São Pedro Velho - São Salvador - Suçães - Torre de Dona Chama - Vale de Asnes - Vale de Gouvinhas - Vale de Salgueiro - Vale de Telhas - Valverde - Vila Boa - Vila Verde |

## Economia

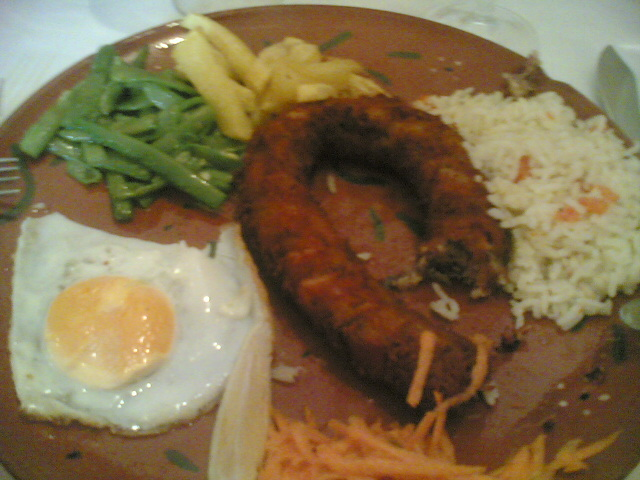
Alheira di Mirandela fritta

L'area di Mirandela fa parte di una zona geografica in cui vengono prodotti alimentari con Denominazione di Origine Protetta (DOP) o indicazione geografica protetta (IGP), come ad esempio:
- queijo de cabra transmontano DOP, formaggio di capra
- formaggio Terrincho DOP
- carne di maiale Bísaro transmontano (DOP)
- butelo de Vinhais (IGP), insaccato affumicato
- alheira di Vinhais (IGP)
- alheira di Mirandela (IGP)

## Infrastrutture e trasporti
Fino al 2009, Mirandela era servita dalla ferrovia del Tua, linea a scartamento ridotto che collegava Braganza a Tua. La parte nord della linea da Mirandela a Braganza chiuse nei primi anni 1990, mentre la linea verso Tua chiuse nel 2009. Tuttavia, parte della ferrovia del Tua vicino a Mirandela è ancora attiva con servizi passeggeri locali, come il Metro de Mirandela.